# Acta Apostolicae Sedis
De Acta Apostolicae Sedis (A.A.S., Handelingen van de Apostolische Stoel) is het officiële publicatieblad van de Heilige Stoel.
Het is het tijdschrift waarin alle officiële brieven, benoemingen, onderscheidingen, wetten en voorschriften van de Heilige Stoel als authentiek worden opgenomen. Het blad werd voor het eerst in 1865 gepubliceerd en verschijnt één- of tweemaal per maand.
Acta Apostolicae Sedis, doorgaans verkort aangeduid als "A.A.S." of zelfs "AAS", verschijnt pas sinds 1 januari 1909 onder de huidige naam. 
Vóór 1909 heette het Acta Sanctae Sedis (A.S.S. of ASS). De eerste vijf jaargangen ervan, Vols. 1-5 (1865/66-1869/70), verschenen onder de naam Acta ex iis decerpta quae apud Sanctam Sedem geruntur in compedium opportune redacta et illustrata ...
De hierin gepubliceerde wetten krijgen gewoonlijk pas drie maanden na datum van publicatie bindende kracht, tenzij anders blijkt.